# Krešimir Ćosić
Krešimir Ćosić (Zagreb, 26. studenoga 1948. – Baltimore, SAD, 25. svibnja 1995.), bio je hrvatski košarkaš i trener. Osvojio je gotovo sve što se može osvojiti u amaterskoj košarci, a ostavio je trag i u sveučilišnoj američkoj košarci. Poznat po eleganciji, vrhunskoj tehnici i taktici igre, plijenio je i svojim srdačnim karakterom i dobrotom, te je mnogima nakon njega služio kao športski i osobni uzor. Uvršten je među 50 osoba koje su najviše pridonijele Euroligi.

## Igračka karijera

### Europska karijera
Krešimir Ćosić rodio se u Zagrebu ali je odrastao u Zadru gdje i počinje košarkašku karijeru u KK Zadru 1965. godine. Nastupao je i za Cibonu te igrao u Sloveniji i Italiji. Prvi treneri bili su mu Enzo Sovitti i prof. Leonardo Bajlo. Za europsku reprezentaciju igrao je 6 puta a proglašen je najboljim igračem europskih prvenstava 1971. i 1975. godine. Državno prvenstvo Jugoslavije osvojio je 6 puta a košarkaški kup 4 puta. S Cibonom je osvojio Kup pobjednika kupova (1982.). S državnom reprezentacijom Jugoslavije, za koju je nastupio 303 puta, osvojio je na europskom prvenstvu prvo (1973., 1975., 1977.), drugo (1969., 1971., 1981.) i treće mjesto (1979.), na svjetskom prvenstvu prvo (1970., 1978.) i drugo mjesto (1967., 1974.), a na Olimpijskim Igrama zlatnu (1980. u Moskvi.) i srebrnu medalju (1968. u Mexico Cityju., 1976. u Montrealu). Nakon povratka iz Amerike u Europu sa Zadrom osvaja još dvije titule prvaka Jugoslavije, 1974. i 1975. godine.
Prema ostvarenim rezultatima riječ je o vjerojatno najboljem košarkašu bivše Jugoslavije, ali i jednom od najboljih košarkaša Europe u povijesti.

### Karijera u SAD-u
U periodu od 1969. do 1973. godine igrao je u SAD-u za Sveučilište Brigham Young. Bio je prvi neamerikanac kojeg su uzeli na draft u NBA. Godine 1972. Portland Trail Blazersi izabrali su ga kao broj 1 u 10. rundi drafta. Zatim je sljedeće godine izabran je od Los Angeles Lakersa u 5. rundi kao 15. izbor drafta. Iako je imao nekoliko ponuda iz profesionalne NBA lige, Ćosić se odlučio za povratak u Europu. Mnogi stručnjaci smatraju kako je Ćosić mogao igrati zapaženu ulogu u NBA ligi, i to u vrijeme kada ondje uopće nije bilo ne-američkih igrača. Bio je prvi Europljanin u sastavu All American (All Stars). Na Sveučilištu Brigham Young je dres s njegovim imenom i brojem 11 umirovljen 4. ožujka 2006. godine, na počasnom mjestu gdje su samo dva košarkaška dresa umirovljena u povijesti te škole, Ćosićev dres i dres Danny Aingea, igrača Boston Celticsa iz slavnih osamdesetih.

## Trenerska karijera
Trenersku karijeru počinje 1976. godine u slovenskom klubu Olimpiji iz Ljubljane kao igrač/trener. Nakon završetka igračke karijere bio je uspješan i kao trener državne reprezentacije Jugoslavije. Kao trener reprezentacije Jugoslavije debitirao je na Europskom prvenstvu 1985. godine u Njemačkoj. Jugoslavenska reprezentacija pod njegovim vodstvom osvaja srebro na Olimpijskim igrama u Seoulu 1988. godine. Uvršten je, 1996. godine, u prestižnu Kuću slavnih košarkaša (Basketball Hall of Fame), i to kao tek treći neamerikanac u povijesti, čime je američka javnost priznala veličinu i trag koji je ostavio na kontinentu koji je ujedno i kolijevka košarkaške igre. 

## Život izvan košarke

### Mormonska crkva
Za vrijeme studija na Brigham Young Universityju u gradu Provou u američkoj saveznoj državi Utah Krešo Ćosić postao je sljedbenik Crkve Isusa Krista svetaca posljednjih dana (poznata kolokvijalno kao Mormonska crkva). Kasnije je po povratku u Hrvatsku kao vjerni sljedbenik, 1975. godine, osnovao je mormonsku zajednicu u Hrvatskoj. Uz pomoć katoličkog svećenika Krešo Ćosić preveo je Mormonovu knjigu s engleskog na hrvatski jezik. Mormonova knjiga je izdana 1979. godine i taj Ćosićev prijevod se još uvijek koristi u Hrvatskoj.

### Diplomatska služba
Po stjecanju neovisnosti Hrvatske (1992.) radio je u diplomatskoj službi kao ministar savjetnik u veleposlanstvu Republike Hrvatske u Washingtonu u SAD-u. 

## Smrt
Krešimir Ćosić preminuo je 25. svibnja 1995. godine, nakon kratke bolesti od raka limfoma, u Baltimoreu u SAD, prerano, s nepunih 47 godina života. Pokopan je na zagrebačkom Mirogoju pod arkadama, 2. lipnja 1995. godine.

## Nagrade, priznanja i spomen
- 1996.: uvršten je prestižnu Kuću slavnih košarkaša (Basketball Hall of Fame), i to kao tek treći ne-amerikanac.
- Hrvatski nacionalni košarkaški kup u spomen na Krešu Ćosića od 1998. godine nosi naziv Kup Krešimira Ćosića.
- 2002.: posmrtno je za životno djelo dobio Državnu nagradu za šport "Franjo Bučar".
- Deset godina nakon smrti u Zagrebu je imenovan trg po njemu, Trg Krešimira Ćosića, kod doma športova.
- Dokumentarni film Krešo – Čovjek ispred vremena športskog novinara Slavka Cvitkovića emitiran je na desetu godišnjicu Krešine smrti.[4]
- 2006.: na Sveučilištu Brigham Young umirovljen je dres s njegovim imenom i brojem 11.
- Nova košarkaška dvorana u Zadru koja se nalazi u športskom kompleksu na Višnjiku od 3. listopada 2008. godine nosi ime Dvorana Krešimira Ćosića.
- U Zadru jedna ulica nosi njegovo ime.